# خرسيان (بيش كوه زلاغي)
خرسيان (بالفارسية: خرسیون) هي قرية تقع في إيران في قسم بیش کوه زلاغي الریفي. يقدر عدد سكانها بـ 103 نسمة بحسب إحصاء 2016.